# Jatropha cuneata
Jatropha cuneata is een succulente, in droge tijden bladverliezende plant uit de wolfsmelkfamilie (Euphorbiaceae). De plant heeft een korte stam met veel vertakkingen, wigvormige bladeren en scheidt rood sap uit bij verwonding. 
De plant komt van nature voor in  de Sonorawoestijn in Arizona (Verenigde Staten) en in Sonora (Mexico) en in Neder-Californië en Sinaloa in Mexico.